# 新潟県立見附高等学校
新潟県立見附高等学校（にいがたけんりつみつけこうとうがっこう）は、新潟県見附市に所在する県立高等学校。地域内では見高（みこう）の愛称で親しまれる。

## 沿革
- 1962年11月1日 新潟県教育委員会告示第36号により設立許可。
- 1963年4月1日 5学級編成（普通科3・家政科2）で開校。校舎が未完成の為、入試・入学式を見附市立見附中学校で実施。
- 1963年10月7日 第1期工事竣工（校舎西半分）、新校舎へ移転。
- 1964年4月1日 定時制課程設置。新潟県立加茂農林高等学校見附分校普通科・新潟県立第二長岡高等学校今町分校の両定時制を移管、中心校・今町分校とする。
- 1964年4月17日 第2期工事竣工（校舎東半分・体育館）。
- 1964年5月17日 校旗樹立式・校歌発表会（宮柊二・小松清[1][2] 来校）。
- 1965年7月1日 第3期工事竣工（特別教室棟・中央廊下）。
- 1966年2月15日 校門・石垣完成。
- 1966年 昭和41年度入試より中学区制へ移行、入試教科も9教科→5教科へ変更。
- 1967年3月26日 定時制今町分校閉校記念式典挙行。
- 1967年9月11日 グランド完成。以後数年間大体育館・第2特別教室棟・プール竣工。
- 1972年5月11日 ブロンズ「若者の像」除幕式挙行。
- 1981年10月18日 定時制閉課程記念式典挙行。
- 1996年3月8日 全天候型屋外練習場落成。以後大体育館・グランドを改修。
- 2002年11月16日 創立40周年記念式典挙行。
- 2004年1月16日 家政科閉科記念式典挙行。
- 2008年4月1日 平成20年度入学生より4学級編成となる。

## 校訓
- 最善をつくす：深慮にして実践する・誠実にして勉励する・和親にして敬愛する（1963年11月11日制定）

## 交通
- JR信越本線見附駅徒歩5分
- 越後交通見附高校前バス停より徒歩2分

## 校歌
- 校歌は作詞は宮柊二、作曲は小松清により制定された。

## 校章
市内に本校を置く唯一の高等学校として設立された（現在も公立高等学校としては唯一）ことから、市章に旧字体の「高」の字を配したものを校章としている。

## 著名な出身者
- 北見寛明 - お笑いタレント、元お笑いコンビ「ベイビーギャング」メンバー。